# MELROSE 〜愛さない約束〜
「MELROSE 〜愛さない約束〜」（メルローズ あいさないやくそく）は、EXILE ATSUSHIの楽曲。2012年12月5日に3作目のシングルとして発売。
表題曲の「MELROSE」は最初仮タイトルとして付けられたもの。ミュージック・ビデオはロサンゼルスの砂漠やメルローズ・ストリートで撮影された。
カップリング曲「My“SHERO”」の「SHERO」は“HERO”の造語で、「最高の女性像」を表す。「二人の未来」は、学生時代の夢と恋の両立というテーマを描いている。
「CD+DVD」と「CDのみ」の2形態での発売。CDには、表題曲を含む全4曲8ヴァージョンを収録。DVDには、表題曲のミュージック・ビデオを収録。
2012年12月15日に「レヴール モイスト＆グロス×ミュージックスペシャルコラボセット」が、この楽曲のレヴール限定スペシャルアレンジヴァージョンを収録したCDをセットにして冬季限定発売された。

## メディアでの使用
「MELROSE 〜愛さない約束〜」
- 日本テレビ『スッキリ!!』11月度エンディングテーマ
- ジャパンゲートウェイ「レヴール モイスト＆グロス」CMソング

## 収録曲
CD
1. MELROSE 〜愛さない約束〜
  - 作詞：ATSUSHI / 作曲：MATS LIE SKARE, ON SMASH!, A&R for MATS LIE SKARE, ON SMASH!: HIRO DOI (NICHION)
2. Living in the moment
  - 作詞：ATSUSHI / 作曲：Matthew Pittman, Arno Lucas
3. My“SHERO”
  - 作詞：ATSUSHI / 作曲：UTA, Atozzio
4. 二人の未来
  - 作詞：ATSUSHI / 作曲：T-SK, SIRIUS, Fabrice Hadded
5. MELROSE 〜愛さない約束〜 (Instrumental)
6. Living in the moment (Instrumental)
7. My "SHERO" (Instrumental)
8. 二人の未来 (Instrumental)

DVD
- MELROSE 〜愛さない約束〜（Music Video）

## 楽曲の収録アルバム
- 『Music』（M-1）
- 『Love Ballade』（M-1、2、3、4 / M-1はアコースティックバージョンで収録）
- 『40 〜forty〜』（M-1/豪華盤アコースティックアルバムにアコースティックバージョンが収録）
- 『EXILE ATSUSHI THE BEST 〜One + Only〜』（M1、4）